# 米乌·多布雷斯库
米乌·多布雷斯库（羅馬尼亞語：Miu Dobrescu；1927年1月30日—1994年），是摩尔多瓦人，罗马尼亚共产党中央政治执行委员会委员、中央书记处书记，负责文化和意识形态，是最早吹捧齐奥塞斯库夫妇的罗马尼亚党政高级领导人之一，精于阿谀谄媚，是树立尼古拉·齐奥塞斯库“个人迷信”的“总导演”和“总策划”。

## 生平
1927年，出生于布加勒斯特。
1940年，在罗马尼亚铁路职业技校学习。
1944年，加入罗马尼亚共产主义青年联盟。
1945年，加入罗马尼亚共产党。
1947年，任格里维察铁路工厂党支部委员会青年工作负责人。
1948年，任锡比乌罗马尼亚铁路中心学校团委书记和教员。
1949年，任罗马尼亚劳动青年联盟丘克县委员会指导员和宣传部长。
1950年，任匈牙利自治州人民委员会委员和州团委书记。
1951年，在罗马尼亚劳动青年联盟中央团校学习。
1952年，任罗马尼亚劳动青年联盟中央宣传鼓动部指导员、布加勒斯特市委员会宣传鼓动部部长。
1953年，任罗马尼亚劳动青年联盟布加勒斯特市委员会书记。
1954年，为罗马尼亚劳动青年联盟中央委员会委员。9月，任罗马尼亚工人党中央组织部青少年工作指导员。
1958年，任罗马尼亚工人党中央群众组织部指导员。
1962年，罗马尼亚工人党中央党务组织部行政处长。
1965年，任罗马尼亚工人党中央党务组织部法制局局长。7月，为罗共中央候补委员，任组织部副部长。
1966年，任罗马尼亚共产党雅西州委员会第一书记。
1968年，任罗马尼亚共产党雅西县委员会第一书记兼雅西县人民委员会执行委员会主席。
1969年，为罗共中央委员、中央政治执行委员会候补委员。
1971年，任罗马尼亚共产党中央宣传鼓动部部长。
1972年，任罗马尼亚共产党苏恰瓦县委第一书记兼苏恰瓦县人民委员会执行委员会主席。
1975年，任罗马尼亚社会主义共和国国务委员会委员。
1976年，任国家文化和遗产中央委员会主席。11月，兼任社会主义文化和教育委员会执行局主席。
1979年，任罗马尼亚共产党多尔日县委员会第一书记兼多尔日县人民委员会执行委员会主席。
1980年，为罗马尼亚社会主义民主和团结阵线全国委员会委员。3月，任罗马尼亚共产党中央党政干部问题委员会委员。 
1982年，任罗马尼亚共产党中央对外联络和国际经济合作部部长。10月，为罗马尼亚共产党中央书记处书记。
1984年，为罗共中央政治执行委员会委员、中央监察委员会主席。
1987年，被解除职务，任罗马尼亚总工会中央理事会主席。
1989年，罗马尼亚革命爆发，被逮捕。
1991年，被释放。
1992年，再次入狱，判处11年有期徒刑。
1994年，病逝。